# کوه دوشاخ
معرفی
قله دوشاخ یا قراول‌داغ یکی از قلل استان زنجان ایران است که در نزدیکی آبادی زرنان از توابع شهرستان زنجان سر به فلک کشیده‌است. این کوه به دلیل آنکه از شهر زنجان به صورت کوهی با دوقله کنار هم دیده می‌شود به این نام (دوشاخ) مشهور است ولی ساکنان بومی منطقه آن را «ساری یوققوش» که در فارسی به معنی ارتفاع زردرنگ است می‌نامند. البته در نقشه‌ها گاهیَ «قراول داغ» نیز نامیده شده‌است. ارتفاع این قله۲۷۵۰ متر ثبت شده‌است که نسبت به کوه‌های اطراف خود از بلندی نسبی ای برخوردار است و بلندی خود را از فاصله دور به زیبایی به رخ می‌کشد.